# جوزيف مارتن (سياسي أمريكي)
جوزيف مارتن (بالإنجليزية: Joseph Martin)‏ هو قاضي ومحامي وسياسي أمريكي، ولد في 12 مايو 1878، وتوفي في 19 مارس 1946. انتخب عضو جمعية ولاية ويسكونسن.